# Daniel L. Fapp
Daniel L. Fapp (Kansas City, 21 de abril de 1904 — Laguna Niguel, 19 de julho de 1986) é um diretor de fotografia estadunidense. Venceu o Oscar de melhor fotografia na edição de 1964 por The Great Escape.